# 29 января
29 января — 29-й день года  по григорианскому календарю.
До конца года остаётся 336 дней (337 дней в високосные годы).
До 15 октября 1582 года — 29 января по юлианскому календарю, с 15 октября 1582 года — 29 января по григорианскому календарю.
В XX и XXI веках соответствует 16 января по юлианскому календарю.

## Праздники и памятные дни

### Религиозные
Католицизм
 — Память святого Валерия Трирского (ум. 320);
 — память святого Джунипера (ум. 1258).
 Православие
 — Поклонение честным веригам апостола Петра;
 — память праведного Максима, иерея Тотемского, Христа ради юродивого (1650);
 — память священномученика Иоанна Петтайя, пресвитера (1919);
 — память мучеников Спевсиппа, Елевсиппа, Мелевсиппа, бабки их Леониллы (Неониллы) и с ними Неона, Турвона и Иовиллы (161—180);
 — память мученика Данакта Иллирийского, чтеца (II);
 — память святителя Гонората, епископа Арелатского (429).

### Именины
- Католические: Валерий, Джунипер.
- Православные: Варсонофий, Галатиан, Дамаскин, Данакт, Еврет, Елевсипп, Иван, Иовилла, Леонилла (Неонилла), Максим, Мелевсипп, Неон, Памва, Пётр, Ромил, Спевсипп, Турвон.

## События
См. также: Категория:События 29 января

### До XIX века
- 1616 — голландские мореплаватели Я. Лемер и В. Схаутен открыли крайнюю южную точку Южной Америки — мыс Горн[4].
- 1635 — кардинал Ришельё основывает Французскую академию.

### XIX век
- 1804 — открытие Харьковского национального университета имени В. Н. Каразина, одного из старейших университетов восточной Европы.
- 1814 — состоялось сражение при Бриенне.
- 1833 — в Санкт-Петербурге учреждена первая в России городская почта.
- 1851 — на реке Миссисипи после сильного удара о топляк затонул пароход «John Adams». Погибли 123 человека.
- 1856 — королева Великобритании Виктория учредила высшую военную награду страны — «Крест Виктории».
- 1886 — день рождения первого в мире бензинового автомобиля (Карл Бенц получил патент № 37435 на первое транспортное средство, работающее на бензине).
- 1896 — американский физик Э. Груббе первым в мире использовал радиоактивное излучение для лечения рака.

### XX век
- 1916 — последний налёт немецких дирижаблей на Париж.
- 1918 — бой большевиков-муравьёвцев с киевскими студентами под Крутами.
- 1919 — в США принята XVIII поправка к конституции, запрещающая производство, перевозку и продажу спиртных напитков.
- 1927 — в Англии впервые появился отель с ванными комнатами.
- 1932 — на Горьковском автозаводе сошёл с конвейера первый автомобиль «ГАЗ-АА».
- 1935 — в СССР образована Калининская (ныне Тверская) область.
- 1943 — Вторая мировая война: первый день боя у острова Реннелл между флотами США и Японии.
- 1947 — Мохаммад Хатта сменил Амира Шарифуддина на посту премьер-министра Индонезии.
- 1956 — австрийский горнолыжник Тони Зайлер выиграл первую из своих трёх золотых медалей на Олимпийских играх в Кортине-д’Ампеццо.
- 1958 — появляется первая статья о вреде инсектицида ДДТ.
- 1959 — в Швеции состоялся первый Melodifestivalen.
- 1960 — создана первая искусственная почка.
- 1964 — на Олимпийских играх в Инсбруке Людмила Белоусова и Олег Протопопов, победив в парах, стали первыми в истории СССР олимпийскими чемпионами в фигурном катании.
- 1973 — катастрофа Ил-18 под Никосией.
- 1991 — Война в Персидском заливе: началась битва при Хафджи.
- 1992
  - Вышел указ Президента РФ Бориса Ельцина о свободе торговли[5].
  - Государственная библиотека им. Ленина преобразована в Российскую государственную библиотеку (РГБ).
  - Начался спор Линуса Торвальдса и Эндрю Таненбаума — «Линукс устарел».
- 1996 — в очередной раз сгорел венецианский театр «Ла Фениче»[6].
- 1997 — Нью-Йоркский суд приговорил Вячеслава Иванькова (Япончика) к 7 годам и 9 месяцам тюремного заключения.
- 2000 — в казино Лас-Вегаса официантка Синтия Джей выиграла 35 миллионов долларов на автомате «Однорукий бандит». Это крупнейший в мире выигрыш на игровых автоматах.

### XXI век
- 2002 — президент США Джордж Буш-мл. использовал термин «ось зла» в своём обращении к Конгрессу. В число стран, относящихся к этой «оси», были включены Ирак, КНДР и Иран.
- 2010 — первый полёт российского истребителя пятого поколения Су-57.
- 2013 — катастрофа CRJ-200 под Алма-Атой, 21 погибший.
- 2023 — мужская сборная Дании по гандболу стала первой в истории командой, выигравшей чемпионат мира трижды подряд.
- 2025 — столкновение над Вашингтоном пассажирского самолёта и вертолёта армии США, 67 погибших

## Родились
См. также: Категория:Родившиеся 29 января

### До XIX века

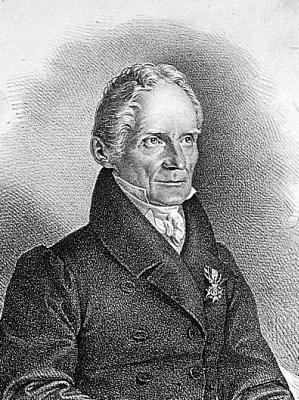
Фридрих Моос

- 1475 — Джулиано Буджардини (ум. 1554), итальянский художник эпохи Возрождения.
- 1688 — Эммануил Сведенборг (ум. 1772), шведский учёный-естествоиспытатель, мистик, теософ, изобретатель.
- 1715 — Георг Кристоф Вагензейль (ум. 1777), австрийский композитор, представитель ранней венской школы.
- 1736 — Доменико Феличе Антонио Котуньо (ум. 1822), итальянский анатом и врач.
- 1749 — Кристиан VII (ум. 1808), король Дании и Норвегии (с 1766).
- 1752 — князь Александр Куракин (ум. 1818), русский дипломат, вице-канцлер, член Госсовета.
- 1756 — Генри Ли III (ум. 1818), американский аристократ, офицер Континентальной армии, 9-й губернатор Вирджинии.
- 1773 — Карл Фридрих Христиан Моос (ум. 1839), немецкий минералог и геолог; изобрёл шкалу твёрдости минералов.
- 1776 — Сергей Марин (ум. 1813), русский офицер времён наполеоновских войн и поэт-сатирик.
- 1782 — Даниэль Обер (ум. 1871), французский композитор, основоположник жанра французской «большой» оперы.
- 1795 — Уильям Джек (ум. 1822), шотландский ботаник.

### XIX век

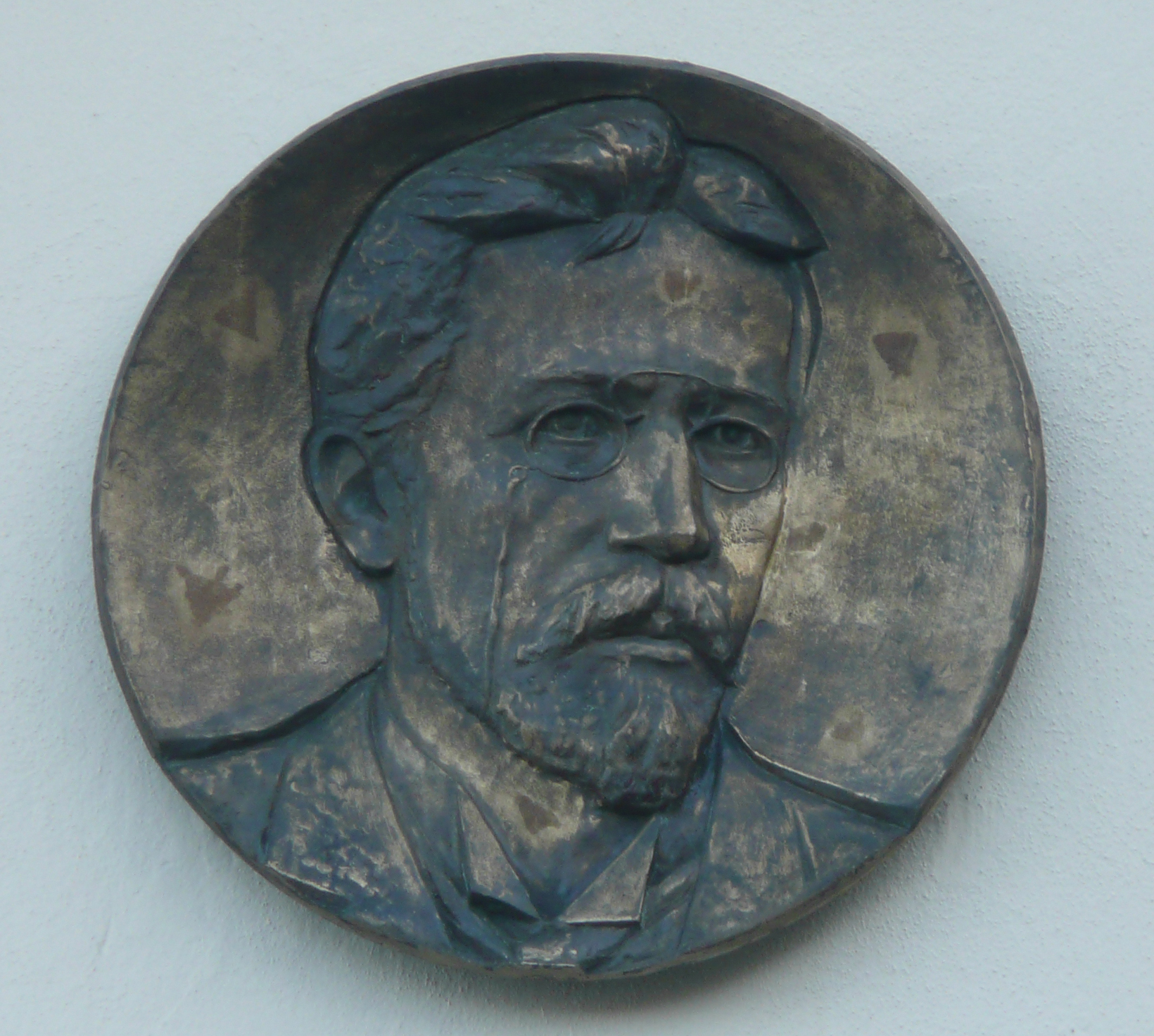
Антон Чехов

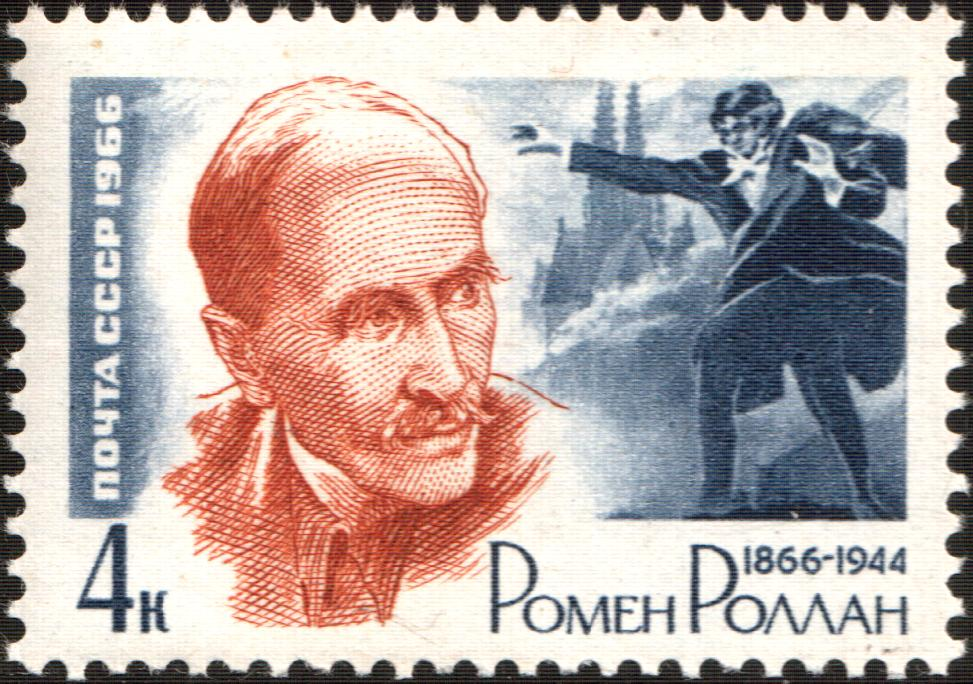
Ромен Роллан

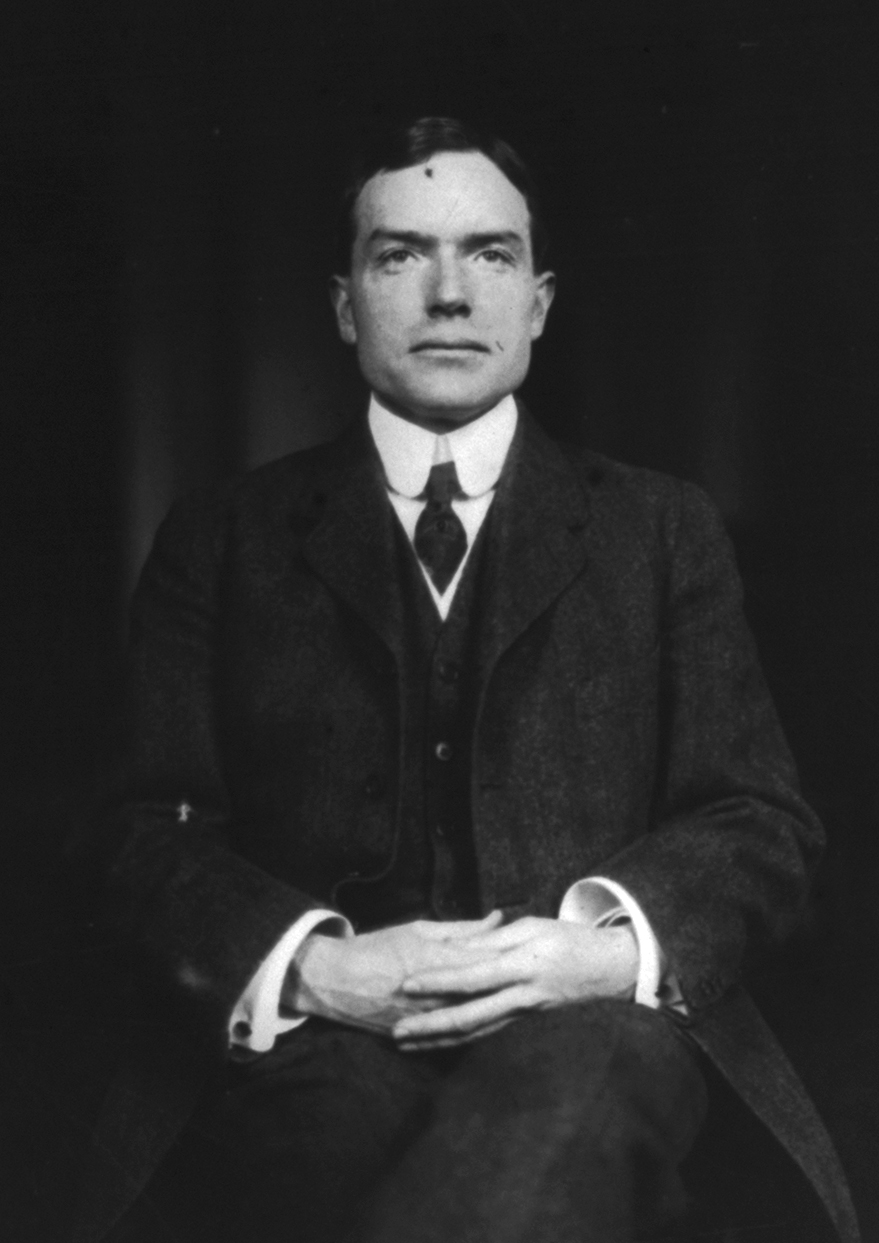
Джон Рокфеллер-младший

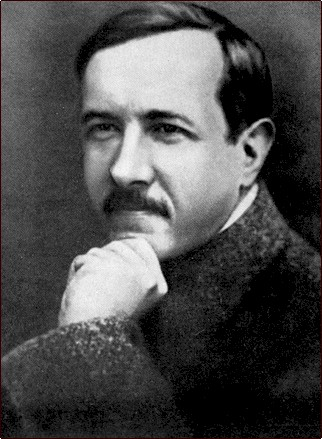
Александр Чаянов

- 1817 — Джон Колкотт Хорсли (ум. 1903), английский художник, дизайнер, иллюстратор.
- 1843 — Уильям Мак-Кинли (ум. в 1901 в результате покушения), 25-й президент США (1897—1901).
- 1844 — Василий Максимов (ум. 1911), русский художник-передвижник.
- 1853 — Китасато Сибасабуро (ум. 1931), японский бактериолог; выделил бациллу столбняка, участвовал в разработке средств против дифтерии и сибирской язвы.
- 1856 — Владимир Голенищев (ум. 1947), русский египтолог, один из наиболее выдающихся в XX веке.
- 1860 — Антон Павлович Чехов (ум. 1904), писатель-новеллист, драматург, врач, классик русской литературы.
- 1866 — Ромен Роллан (ум. 1944), французский писатель, общественный деятель, лауреат Нобелевской премии по литературе (1915).
- 1867 — Висенте Бласко Ибаньес (ум. 1928), испанский писатель.
- 1868 — Василий Горячкин (ум. 1935), русский советский учёный в области сельскохозяйственных машин.
- 1870 — Аркадий Рылов (ум. 1939), русский советский живописец-пейзажист, график, педагог.
- 1874 — Джон Рокфеллер-младший (ум. 1960), американский нефтепромышленник, финансист, сын Джона Рокфеллера.
- 1882 — Иосиф Пятницкий (расстрелян в 1938), советский партийный и государственный деятель, в 1921—1935 гг. глава ОМС Коминтерна.
- 1884
  - Юхан Аавик (ум. 1982), эстонский композитор, дирижёр, музыкальный педагог.
  - Надежда Плевицкая (ум. 1940), русская певица, исполнительница народных песен и романсов.
- 1888 — Александр Чаянов (расстрелян в 1937), русский советский экономист-аграрник, литератор, основатель Института сельскохозяйственной экономии.
- 1891 — Лев Пумпянский (ум. 1940), российский и советский литературовед, музыковед, философ.
- 1892 — Эрнст Любич (ум. 1947), немецкий и американский кинорежиссёр, актёр театра и кино, сценарист.
- 1893 — Николай Урванцев (ум. 1985), русский советский геолог, полярный исследователь, основатель Норильска.
- 1895 — Георгий Нерода (ум. 1983), скульптор, народный художник РСФСР, член-корреспондент АХ СССР.

### XX век

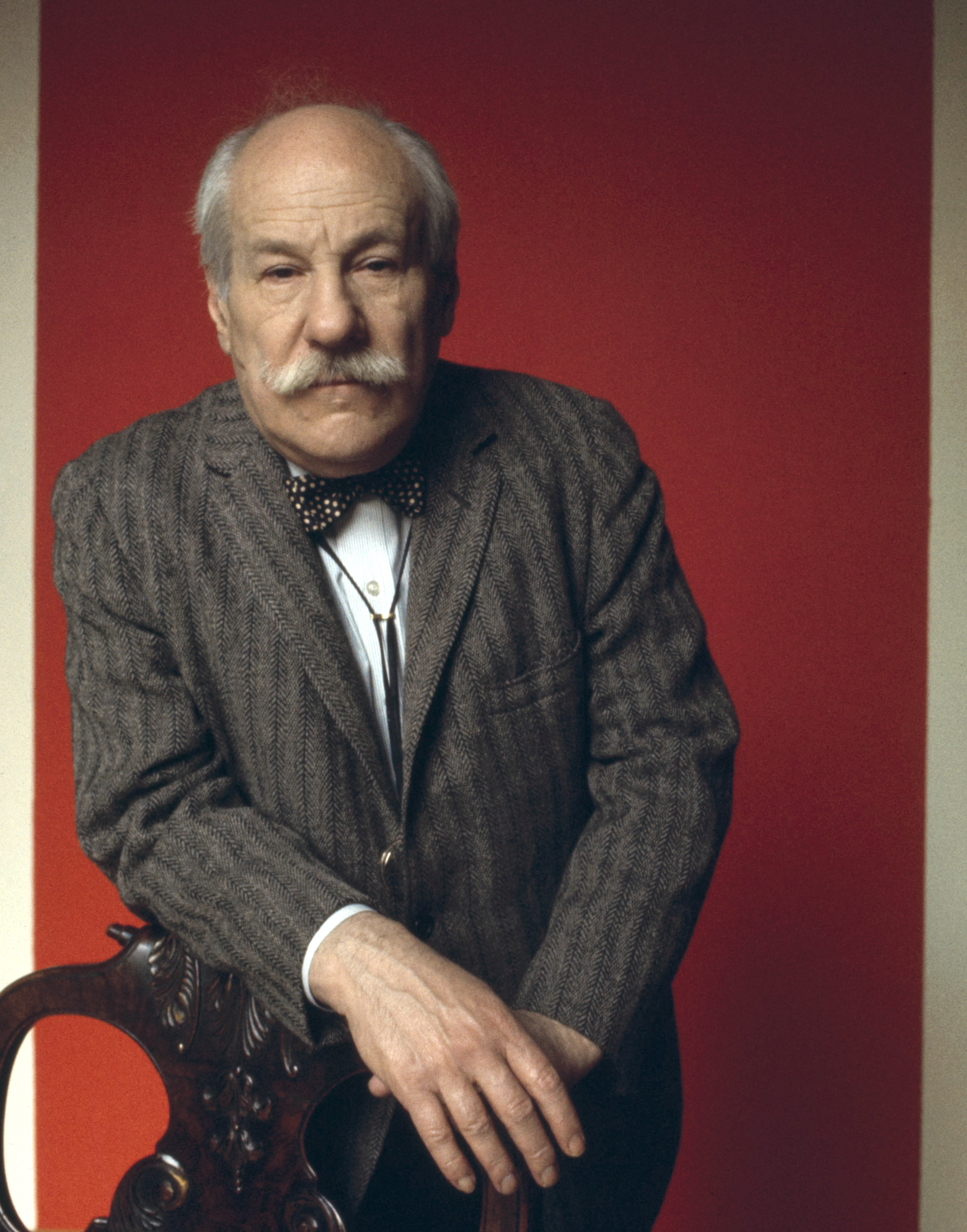
Барнетт Ньюман, 1969

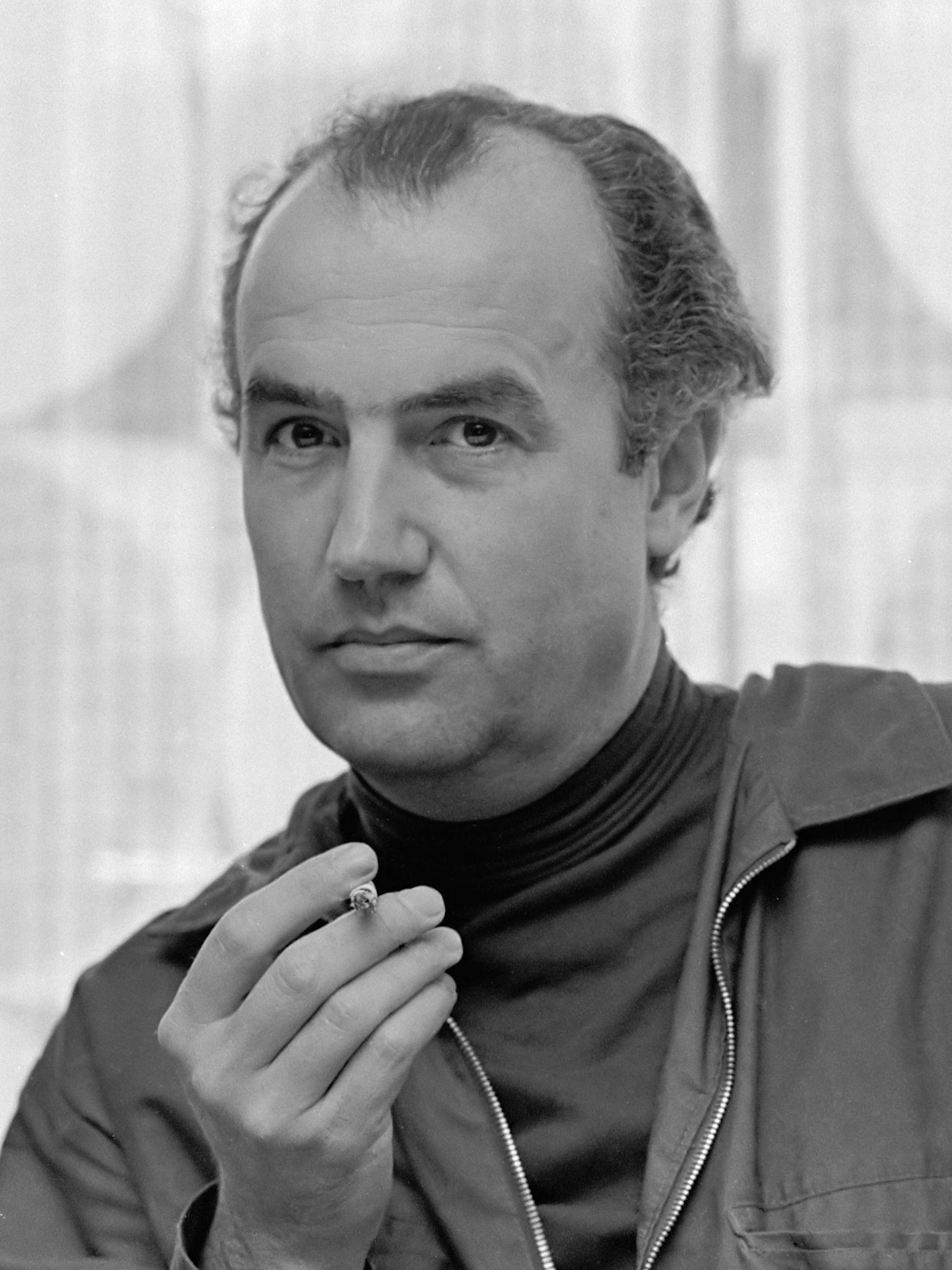
Луиджи Ноно, 1970

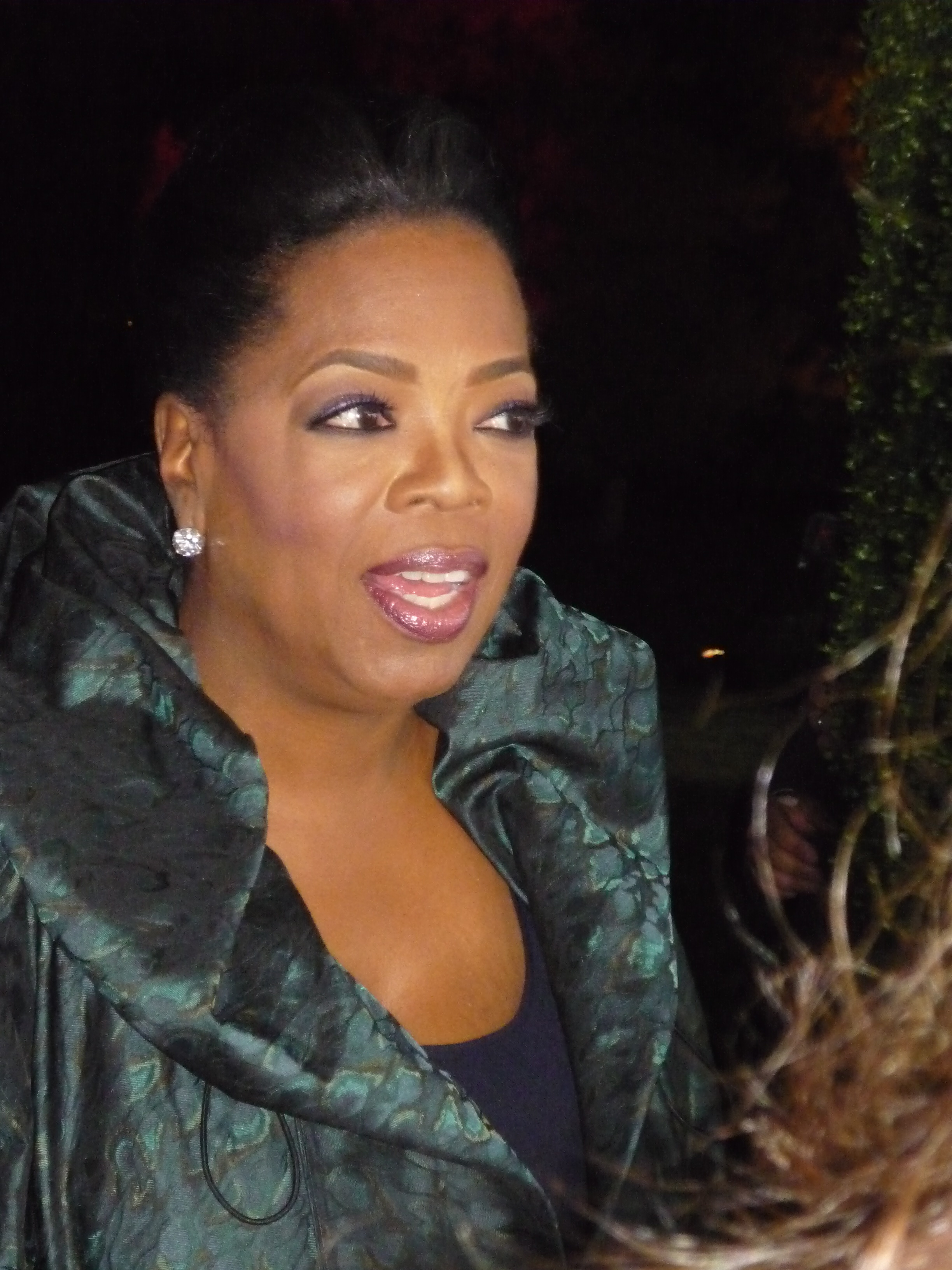
Опра Уинфри

- 1905 — Барнетт Ньюман (ум. 1970), американский художник-абстракционист.
- 1922 — Виктор Яшин (покончил с собой в 1952), советский военный лётчик, Герой Советского Союза.
- 1924 — Луиджи Ноно (ум. 1990), итальянский композитор и педагог.
- 1925
  - Тофик Бахрамов (ум. 1993), советский и азербайджанский футбольный судья.
  - Владимир Зуев (ум. 2003), советский физик, автор работ в области оптики и физики атмосферы.
- 1927 — Лейла Векилова (ум. 1999), азербайджанская балерина, балетмейстер, педагог, народная артистка СССР.
- 1932 — Томми Тейлор (погиб в 1958), английский футболист.
- 1933 — Саша Дистель (ум. 2004), французский певец, композитор и актёр.
- 1935 — Лубош Когоутек (ум. 2023), чехословацкий, чешский астроном, первооткрыватель комет и астероидов.
- 1936 — Патрик Колфилд (ум. 2005), английский живописец и график.
- 1942 — Арнальдо Тамайо Мендес, первый кубинский космонавт, первый латиноамериканец и первое лицо африканского происхождения в космосе.
- 1944 — Вадим Рябицев, советский и российский орнитолог, художник-анималист.
- 1945
  - Ибрагим Бубакар Кейта, (ум. 2022) малийский политический деятель, премьер-министр Мали (1994—2000), президент Мали (2013—2020).
  - Том Селлек, американский актёр («Частный детектив Магнум», «Друзья» и др.), лауреат премий «Эмми» и «Золотой глобус».
- 1946 — Серж Савар, канадский хоккеист, 8-кратный обладатель Кубка Стэнли, член Зала хоккейной славы
- 1947 — Дэвид Байрон (наст. имя Дэвид Гаррик; ум. 1985), вокалист британской рок-группы «Uriah Heep», автор песен.
- 1949
  - Евгений Ловчев, российский журналист и футбольный тренер, в прошлом советский футболист.
  - Томми Рамон (наст. имя Тамаш Эрдейи; ум. 2014), барабанщик и продюсер американской панк-рок-группы «Ramones».
- 1950 — Джоди Шектер, южноафриканский автогонщик, чемпион мира в классе «Формула-1» (1979).
- 1951 - Евгений Кушнарёв (ум. 2007), украинский государственный, политический и муниципальный деятель.
- 1953 — Тереза Тенг (ум. 1995), азиатская поп-певица.
- 1954 — Опра Уинфри, американская телеведущая, актриса, продюсер, общественный деятель.
- 1960 — Грег Луганис, американский прыгун в воду, 4-кратный олимпийский чемпион, 5-кратный чемпион мира.
- 1962 — Ёсиюки Садамото, японский мангака, дизайнер аниме-студии Gainax.
- 1965 — Доминик Гашек, чехословацкий и чешский хоккейный вратарь, олимпийский чемпион (1998).
- 1966 — Ромарио (Ромарио де Соуза Фария), бразильский футболист, чемпион мира (1994).
- 1968 — Эдвард Бёрнс, американский актёр кино и телевидения, кинорежиссёр, сценарист и продюсер.
- 1969 — Саша Обрадович, югославский и сербский баскетболист и тренер, чемпион мира, призёр Олимпийских игр.
- 1970
  - Хизер Грэм, американская актриса кино и телевидения.
  - Дмитрий Маликов, советский и российский певец, композитор, пианист, актёр, телеведущий, народный артист РФ.
- 1977 — Джастин Хартли, американский актёр кино и телевидения, режиссёр.
- 1982
  - Адам ван Куверден, канадский гребец на байдарках, олимпийский чемпион (2004), депутат Палаты общин Канады.
  - Адам Ламберт, американский певец, автор песен и актёр.
- 1985 — Марк Газоль, испанский баскетболист, чемпион НБА, двукратный чемпион мира.
- 1990 — Карлейн Ахтеректе, нидерландская конькобежка, олимпийская чемпионка (2018).
- 1993
  - Рафал Кужава, польский футболист, полузащитник клуба "Погонь" и сборной Польши.
  - Кяри Памю Памю,(Наст. имя Кирико Такэмура) японская певица, блогер модель.
  - Валерий Казаишвили, грузинский футболист, полузащитник китайского клуба "Шаньдун Тайшань" и сборной Грузии.
- 1994 - Лукас Хуфнагель, грузинский и немецкий футболист, полузащитник.
- 1995 - Богдан Сарнавский, украинский футболист, вратарь клуба "Лехия" (Гданьск).
- 1996 — Евгений Седов, российский пловец, чемпион и рекордсмен мира на короткой воде.
- 1997 - Юсуф Языджи, турецкий футболист, атакующий полузащитник греческого клуба "Олимпиакос" и сборной Турции.
- 1998 - Михаил Лысов, российский футболист. Выступал на позиции защитника.

## Скончались
См. также: Категория:Умершие 29 января

### До XIX века
- 1695 — Пауль Герман (р. 1646), голландский врач и ботаник немецкого происхождения, профессор ботаники Лейденского университета.
- 1722 — Карл Густав Реншёльд (р. 1651), шведский фельдмаршал, участник Северной войны.
- 1737 — Джордж Дуглас-Гамильтон (р. 1666), первый генерал в Британской армии, получивший чин фельдмаршала.
- 1743 — Андре-Эркюль де Флёри (р. 1653), французский государственный деятель, кардинал.

### XIX век

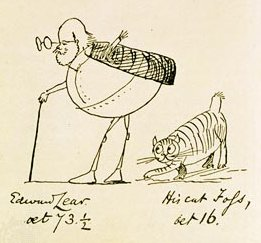
Эдвард Лир и его кот Фосс, 1885. Литография

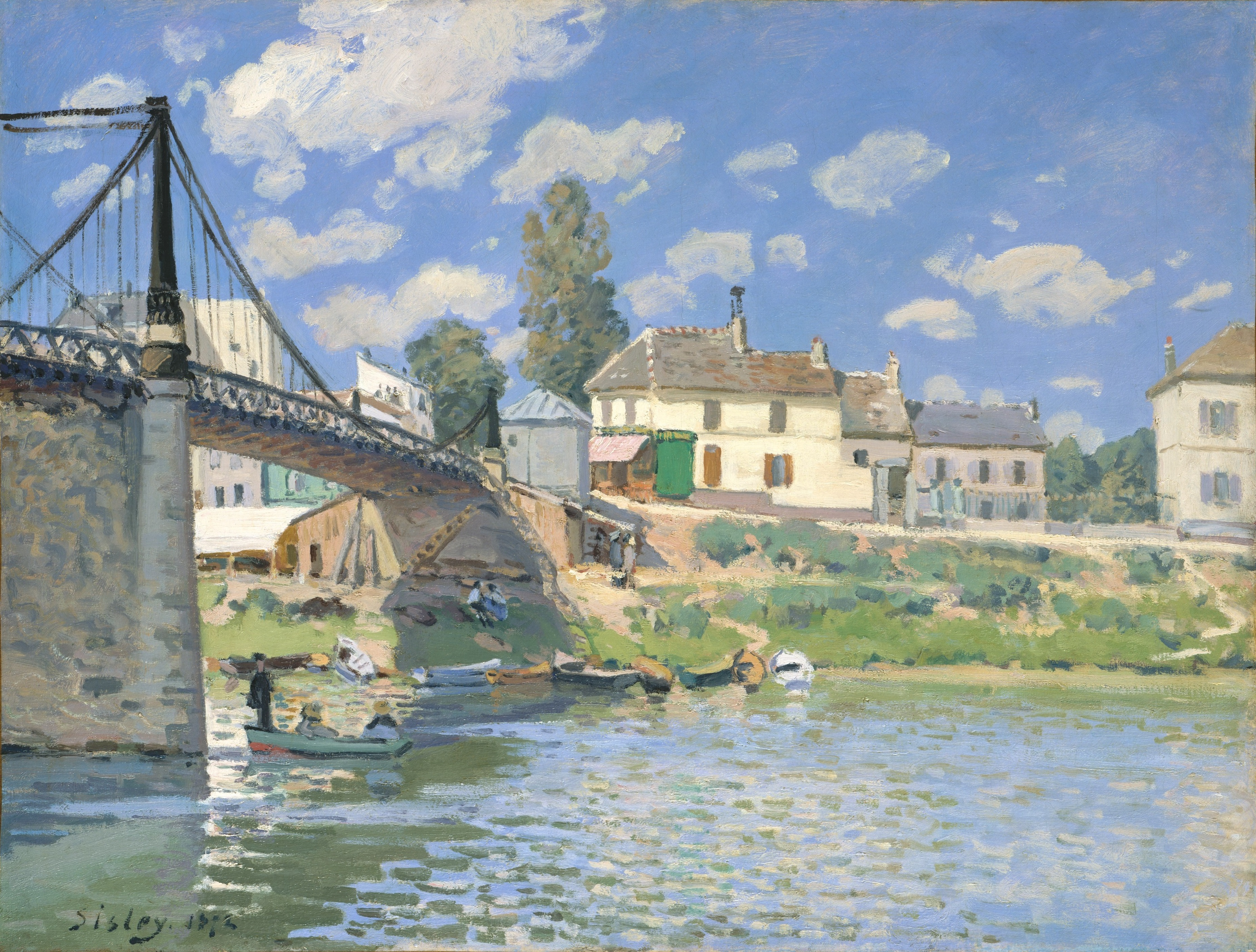
А. Сислей. Мост в Вильнёв-ла-Гарен, 1872

- 1820 — Георг III Ганноверский (р. 1738), король Великобритании (1760—1820).
- 1829 — Поль Баррас (р. 1755), деятель Великой французской революции.
- 1860 — Эрнст Мориц Арндт (р. 1769), немецкий писатель и государственный деятель.
- 1861 — Кэтрин Грейс Фрэнсис Гор (р. 1799), английская писательница.
- 1870 — Леопольд II (р. 1797), великий герцог Тосканский (1824—1859).
- 1876 — князь Пётр Багратион (р. 1818), российский военный и государственный деятель.
- 1888 — Эдвард Лир (р. 1812), английский художник, автор «Книги бессмыслиц», популяризатор такого жанра, как лимерики.
- 1890 — Герман Христиан Гильдебранд (р. 1843), российский прибалтийский историк.
- 1899 — Альфред Сислей (р. 1839), французский художник английского происхождения.

### XX век

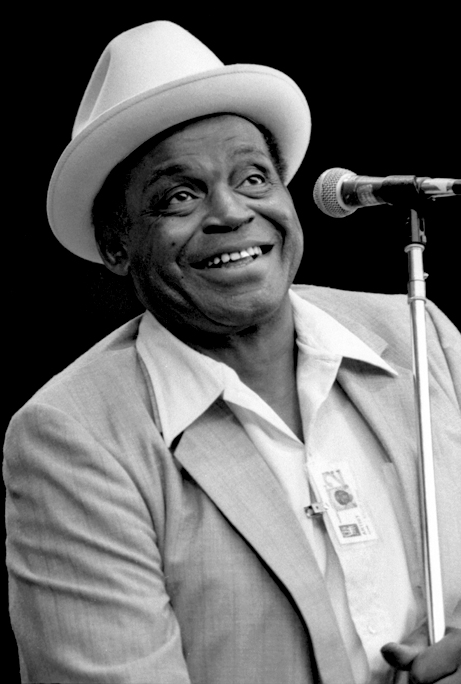
Вилли Диксон, 1981

- 1901 — Юлиус Зейер (р. 1841), чешский поэт и прозаик.
- 1906 — Кристиан IX (р. 1818), король Дании (1863—1906), из династии Глюксбургов.
- 1912 — Герман Банг (р. 1857), датский писатель, критик, журналист, театральный деятель.
- 1921 — Антонио Дуарте Гомес Леаль (р. 1848), португальский поэт.
- 1928 — Дуглас Хейг (р. 1861), британский военный деятель, фельдмаршал, граф и виконт.
- 1933 — Сара Тисдейл (р. 1884), американская поэтесса.
- 1934 — Фриц Габер (р. 1868), немецкий химик, синтезировавший аммиак, лауреат Нобелевской премии (1918).
- 1943 — граф Владимир Коковцев (р. 1853), председатель Совета министров Российской империи (1911—1914).
- 1945 — Густав Флатов (р. 1875), немецкий гимнаст, чемпион первой Олимпиады (1896).
- 1946 — Гарри Гопкинс (р. 1890), американский государственный деятель, ближайший советник президента Рузвельта.
- 1951 — Валентин Парнах (р. 1891), российский поэт, переводчик, музыкант, танцор, хореограф.
- 1962 — Фриц Крейслер (р. 1875), австрийский скрипач, композитор, мастер скрипичных миниатюр.
- 1963 — Роберт Фрост (р. 1874), американский поэт, четырежды лауреат Пулитцеровской премии.
- 1968 — Цугухару Фудзита (р. 1886), французский живописец и график японского происхождения.
- 1969 — Аллен Даллес (р. 1893), американский государственный деятель, один из основателей и директор ЦРУ (1953—1961).
- 1984 — Броне Буйвидайте (р. 1895), литовская поэтесса и прозаик.
- 1989 — Михаил Чулаки (р. 1908), советский композитор, педагог, театральный деятель.
- 1992 — Вилли Диксон (р. 1915), американский блюзовый музыкант, басист, композитор.
- 1994
  - Евгений Леонов (р. 1926), актёр театра и кино, народный артист СССР.
  - погибла Ульрика Майер (р. 1967), австрийская горнолыжница, двукратная чемпионка мира.
- 1996 — Семён Лунгин (р. 1920), советский и российский драматург и сценарист.
- 1998 — Станислав Курилов (р. 1936), советский, канадский и израильский океанограф, совершивший побег вплавь с борта советского круизного лайнера.

### XXI век
- 2001 — Алим Кешоков (р. 1914), кабардинский советский поэт, писатель, публицист.
- 2003 — Наталия Дудинская (р. 1912), балерина, педагог, народная артистка СССР.
- 2004
  - Серафим Туликов (р. 1914), советский композитор-песенник.
  - Дженет Фрейм (р. 1924), новозеландская писательница.
- 2006 — Нам Джун Пайк (р. 1932), корейско-американский художник, пионер видеоарта.
- 2010 — Евгений Агранович (р. 1918), советский и российский кинодраматург, сценарист, поэт, прозаик, бард.
- 2013 — Александр Бондаренко (р. 1960), актёр театра и кино, народный артист Украины.
- 2016 — Жак Риветт (р. 1928), французский кинорежиссёр, сценарист и актёр.
- 2023 — Дмитрий Павлычко (р. 1929), советский и украинский поэт, переводчик, литературный критик, политический деятель.
- 2024 — Сандра Мило (р. 1933), итальянская актриса, телеведущая.
- 2025
  - Вадим Наумов (р. 1969, российский фигурист, выступавший в парном катании; чемпион мира (1994).
  - Евгения Шишкова (р. 1972), российская фигуристка, выступавший в парном катании; чемпионка мира (1994).

## Народный календарь, приметы и фольклор Руси
Пётр Полукорм. Поклонение веригам апостола Петра.
- Мороз в этот день — предвестник летней жары[7].
- Коли в амбарах ржаного хлеба осталось больше половины, быть доброму урожаю.
- В старину на Руси поговаривали: «Коль есть метла до костра, то будет хлеба до Петра, а синен и звонец доведут хлебу конец»[8].